# Wijken en buurten in Schinnen
De voormalige Nederlandse gemeente Schinnen werd voor statistische doeleinden onderverdeeld in wijken en buurten. De gemeente werd verdeeld in de volgende statistische wijken:
- Wijk 00 Schinnen (CBS-wijkcode:096200)
- Wijk 01 Amstenrade - Oirsbeek (CBS-wijkcode:096201)

Een statistische wijk kan bestaan uit meerdere buurten. Onderstaande tabel geeft de buurtindeling met kentallen volgens het Centraal Bureau voor de Statistiek (2008):
| CBS-buurtcode | Buurtnaam              | Inwonertal | Opp. totaal (ha) | Opp. land (ha) | Ligging                |
| ------------- | ---------------------- | ---------- | ---------------- | -------------- | ---------------------- |
| BU09620000    | Schinnen               | 1500       | 236              | 233            | Locatie in de gemeente |
| BU09620001    | Puth                   | 2060       | 154              | 154            | Locatie in de gemeente |
| BU09620002    | Nagelbeek-Hegge        | 1070       | 351              | 351            | Locatie in de gemeente |
| BU09620003    | Sweikhuizen            | 630        | 78               | 78             | Locatie in de gemeente |
| BU09620004    | Thull                  | 170        | 128              | 128            | Locatie in de gemeente |
| BU09620005    | Hommert (gedeeltelijk) | 860        | 68               | 68             | Locatie in de gemeente |
| BU09620009    | Verspreide huizen      | 280        | 516              | 515            | Locatie in de gemeente |
| BU09620100    | Amstenrade             | 1750       | 126              | 126            | Locatie in de gemeente |
| BU09620101    | Oirsbeek               | 3840       | 287              | 287            | Locatie in de gemeente |
| BU09620102    | Klein-Doenrade         | 160        | 183              | 183            | Locatie in de gemeente |
| BU09620103    | Groot-Doenrade         | 1120       | 285              | 285            | Locatie in de gemeente |